# Canopă
Canopa e un vas funerar folosit în Egiptul Antic al cărui capac era modelat în formă de cap de om sau de animal și în care se păstrau măruntaiele celor morți. Viscerele celor decedați erau spălate și îmbălsămate, astfel păstrându-se intactă unitatea corpului. Aceste vase se băgau într-o cutie de lemn care în timpul cortegiului funerar erau transportate cu o sanie.
Existau patru tipuri de vase canope care reprezentau zeități numite fiii lui Horus care fereau conținutul acestora în fața distrugerii. Zeitățile reprezentate erau:
- Amset canopa cu capac în formă de cap de om, canopă în care se păstra ficatul
- Hapy canopa cu capac în formă de cap de babuin, aici se păstrau plămânii
- Kebeshenuef canopa cu capac în formă de cap de vultur în care se păstrau intestinele
- Duamutef canopa cu capac în formă de cap de șacal, canopa în care se păstra stomacul celui decedat.

Fiecare canopă era ocrotită de către o zeiță: Isis, Neftis, Selkis și Neith și trebuiau să stea orientate către cele patru puncte cardinale: ficatul către sud, plămânii către nord, intestinele către vest și stomacul către est.